# Subligny (Cher)
Pour les articles homonymes, voir Subligny.
Subligny est une commune française, située dans le département du Cher en région Centre-Val de Loire. Les habitants de Subligny sont appelés les Subligniens.
Chaque année, l'Écho de Subligny (bulletin municipal) est publié où diverses informations sur le village sont dévoilées. Subligny est aussi traversé par une rivière, la Salereine. 

## Géographie
Le village de Subligny appartient à l'arrondissement de Bourges et au canton de Vailly-sur-Sauldre. Subligny possède également de nombreux hameaux :
Chézal-Rousseau  -  La Grande Métairie  -  La Petite Métairie  -  Les Guenoux  -  Bertrou  -  Le Grand Sorin  -  Le Chézal Charpie  -  Les Manderaux  -  La Boulaye  -  Les Godons  -  Le Rosay  -  Le Papillon  -  Vilbrun  -  Les Barres  -  Mont Carrés  -  Le Grand Moulin  -  Château Gaillard  -  Les Mathian  -  Le Chézal-D'Erbier  -  Les Cottereaux  -  Le Souchet  -  La Moussellerie  -  Le Chaumain  -  La Maison Lierre  -  Saint Agnan  -  Chézal Roulin d'en Haut  -  Chézal Roulin d'en Bas  -  Villedon  -  Le Champs de la Croix  -  Les Chenées  -  Les Billeries  -  Le Moulin Guillard  -  Le Moulin Baudry  -  Les Grands Champs

### Climat
Pour des articles plus généraux, voir Climat du Centre-Val de Loire et Climat du Cher.
En 2010, le climat de la commune est de type climat océanique dégradé des plaines du Centre et du Nord, selon une étude du CNRS s'appuyant sur une série de données couvrant la période 1971-2000. En 2020, Météo-France publie une typologie des climats de la France métropolitaine dans laquelle la commune est exposée à un climat océanique altéré et est dans la région climatique  Centre et contreforts nord du Massif Central, caractérisée par un air sec en été et un bon ensoleillement. 
Pour la période 1971-2000, la température annuelle moyenne est de 10,9 °C, avec une amplitude thermique annuelle de 15,7 °C. Le cumul annuel moyen de précipitations est de 841 mm, avec 11,7 jours de précipitations en janvier et 7,4 jours en juillet. Pour la période 1991-2020, la température moyenne annuelle observée sur la station météorologique la plus proche, située sur la commune de Vailly-sur-Sauldre à 10 km à vol d'oiseau, est de 11,3 °C et le cumul annuel moyen de précipitations est de 792,8 mm,. Pour l'avenir, les paramètres climatiques de la commune estimés pour 2050 selon différents scénarios d'émission de gaz à effet de serre sont consultables sur un site dédié publié par Météo-France en novembre 2022.

## Urbanisme

### Typologie
Au 1er janvier 2024, Subligny est catégorisée commune rurale à habitat très dispersé, selon la nouvelle grille communale de densité à 7 niveaux définie par l'Insee en 2022.
Elle est située hors unité urbaine et hors attraction des villes,.

### Occupation des sols
L'occupation des sols de la commune, telle qu'elle ressort de la base de données européenne d’occupation biophysique des sols Corine Land Cover (CLC), est marquée par l'importance des territoires agricoles (92 % en 2018), une proportion identique à celle de 1990 (92 %). La répartition détaillée en 2018 est la suivante : 
prairies (55,1 %), terres arables (25,3 %), zones agricoles hétérogènes (11,6 %), forêts (8 %).
L'évolution de l’occupation des sols de la commune et de ses infrastructures peut être observée sur les différentes représentations cartographiques du territoire : la carte de Cassini (XVIIIe siècle), la carte d'état-major (1820-1866) et les cartes ou photos aériennes de l'IGN pour la période actuelle (1950 à aujourd'hui).

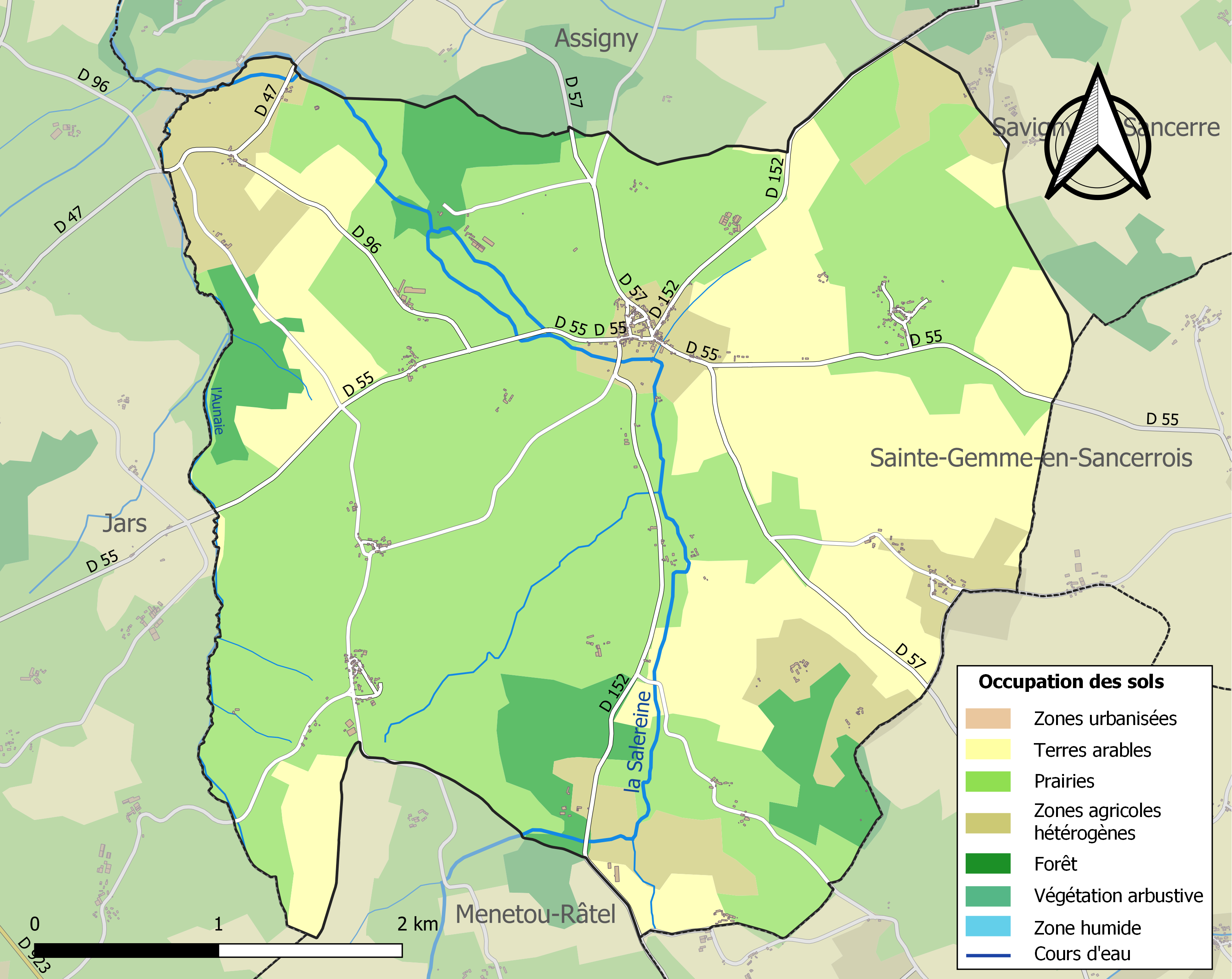
Carte des infrastructures et de l'occupation des sols de la commune en 2018 (CLC).

### Risques majeurs
Le territoire de la commune de Subligny est vulnérable à différents aléas naturels : météorologiques (tempête, orage, neige, grand froid, canicule ou sécheresse) et séisme (sismicité très faible). Un site publié par le BRGM permet d'évaluer simplement et rapidement les risques d'un bien localisé soit par son adresse soit par le numéro de sa parcelle.

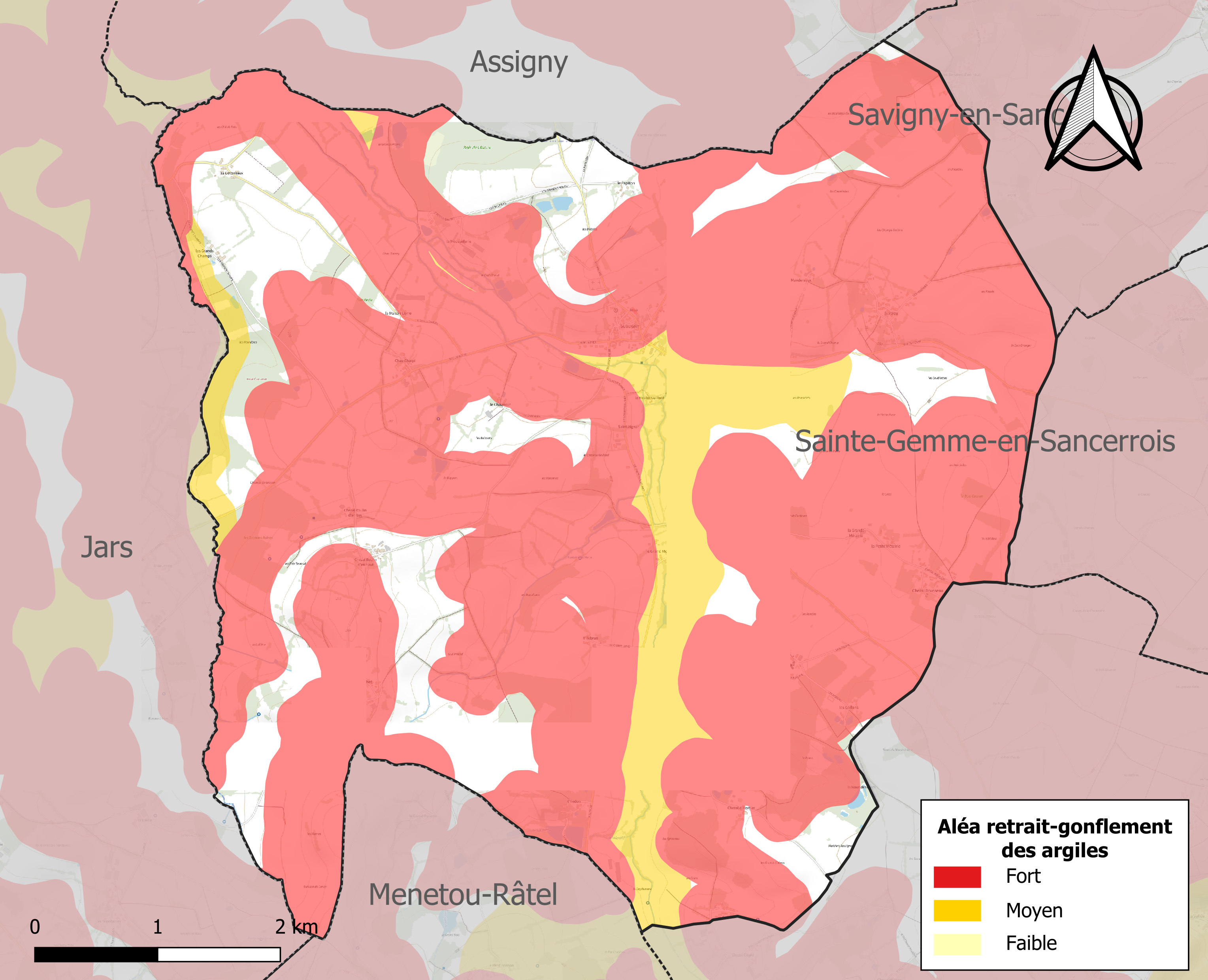
Carte des zones d'aléa retrait-gonflement des sols argileux de Subligny.

Le retrait-gonflement des sols argileux est susceptible d'engendrer des dommages importants aux bâtiments en cas d’alternance de périodes de sécheresse et de pluie. 83,3 % de la superficie communale est en aléa moyen ou fort (90 % au niveau départemental et 48,5 % au niveau national). Sur les 239 bâtiments dénombrés sur la commune en 2019, 217 sont en aléa moyen ou fort, soit 91 %, à comparer aux 83 % au niveau départemental et 54 % au niveau national. Une cartographie de l'exposition du territoire national au retrait gonflement des sols argileux est disponible sur le site du BRGM,.
Concernant les mouvements de terrains, la commune a été reconnue en état de catastrophe naturelle au titre des dommages causés par la sécheresse en 2019 et par des mouvements de terrain en 1999.

## Toponymie
Subligny vient du  bas latin Subeliniacus à partir de la racine Svabilo, nom de personne d’origine germanique traitée comme Suabilin, avec adjonction du suffixe de possession -iacus  transformé ensuite en –y (Nègre, 1990). La localité puise son origine dans le Ve siècle quand Romulus (futur St Romble) y fonde un ermitage puis un monastère rustique vers 460. Pour plus d'information sur Subligny et Saint-Romble : https://www.sublignypaysfort.fr/r/heritage-12. Formes anciennes du nom : Selliniacum (XIIe siècle) ; Subliniacum (1148, 1487) ; Suligniacum (1210) ; Siligniacum (1256) ; Suligni (1269) ; Sumilhiaco (1327) ; Sulligny (1414) ; Suligny (1444) ; Subligny (1487, 1567, 1788, Cassini) ; Souleigny, Solligny (1570) ; Souligny (1572) ; Soulligny (1600)https://les-noms-de-lieux-de-vailly-sur-sauldre.e-monsite.com/

## Politique et administration
| Période   | Période   | Identité        | Étiquette | Qualité     |
| --------- | --------- | --------------- | --------- | ----------- |
| 1980      | mars 2008 | Serge Raimbault | Droite    | Agriculteur |
| mars 2008 | mai 2020  | Yves Bouton     |           | Artisan     |
| mai 2020  | En cours  | Régine Audry,   |           | Artisan     |

## Démographie
L'évolution du nombre d'habitants est connue à travers les recensements de la population effectués dans la commune depuis 1793. Pour les communes de moins de 10 000 habitants, une enquête de recensement portant sur toute la population est réalisée tous les cinq ans, les populations de référence des années intermédiaires étant quant à elles estimées par interpolation ou extrapolation. Pour la commune, le premier recensement exhaustif entrant dans le cadre du nouveau dispositif a été réalisé en 2007.

En 2022, la commune comptait 337 habitants, en évolution de −1,75 % par rapport à 2016 (Cher : −2,48 %, France hors Mayotte : +2,11 %).
| 1793 | 1800 | 1806 | 1821 | 1831 | 1836 | 1841 | 1846 | 1851 |
| ---- | ---- | ---- | ---- | ---- | ---- | ---- | ---- | ---- |
| 739  | 709  | 817  | 736  | 790  | 840  | 892  | 867  | 944  |

| 1856 | 1861 | 1866 | 1872 | 1876 | 1881 | 1886 | 1891 | 1896 |
| ---- | ---- | ---- | ---- | ---- | ---- | ---- | ---- | ---- |
| 920  | 926  | 973  | 961  | 970  | 897  | 877  | 898  | 873  |

| 1901 | 1906 | 1911 | 1921 | 1926 | 1931 | 1936 | 1946 | 1954 |
| ---- | ---- | ---- | ---- | ---- | ---- | ---- | ---- | ---- |
| 879  | 826  | 817  | 712  | 696  | 641  | 584  | 515  | 500  |

| 1962 | 1968 | 1975 | 1982 | 1990 | 1999 | 2006 | 2007 | 2012 |
| ---- | ---- | ---- | ---- | ---- | ---- | ---- | ---- | ---- |
| 466  | 405  | 360  | 348  | 320  | 303  | 347  | 353  | 335  |

| 2017 | 2022 | - | - | - | - | - | - | - |
| ---- | ---- | - | - | - | - | - | - | - |
| 341  | 337  | - | - | - | - | - | - | - |

## Culture locale et patrimoine

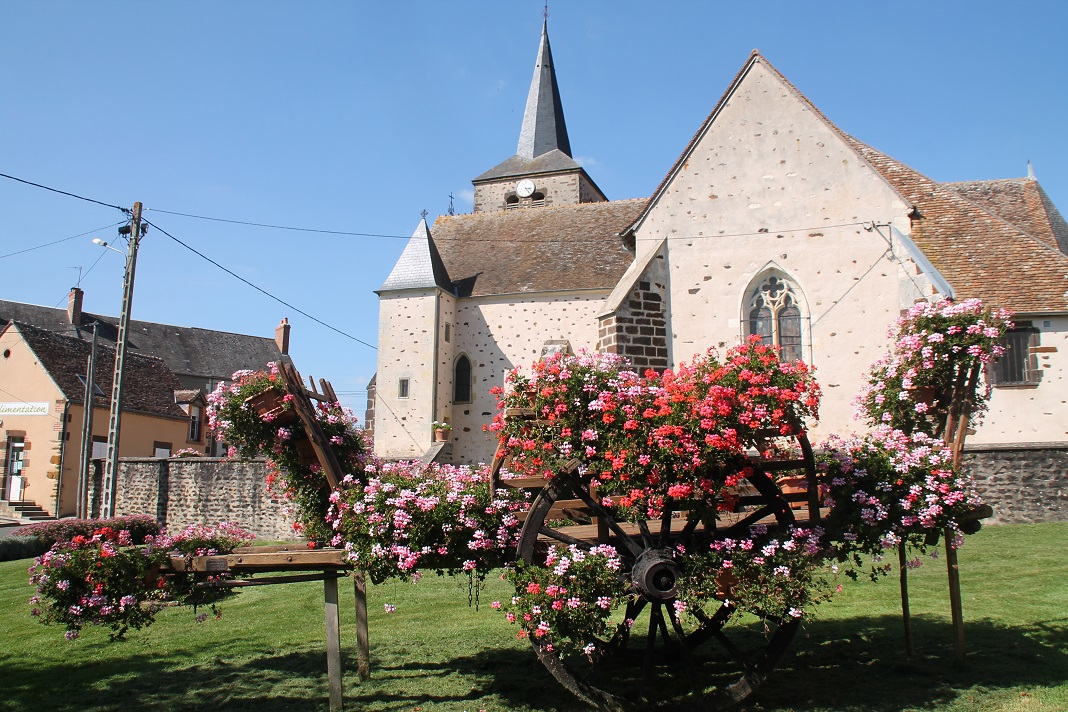
L'église Saint-Pierre de Subligny.

### Lieux et monuments
- L'église paroissiale Saint-Pierre.
- La fontaine de la source de Saint-Romble, où un panonceau indique : « En ces lieux, Romulus installa son ermitage au Ve siècle et évangélisa le Sancerrois ».
- Le moulin à eau de Tirepeine (XVe – XVIIe siècles)[21], situé sur la rivière Salereine, est inscrit au titre des monuments historiques depuis le 20 juillet 2010.
- Le château de la Boulaye

### Héraldique
| Blason de Subligny | Blason  | D'azur à deux épis de blé d'or, tigés et feuillés d'une pièce, passés en sautoir, accompagnés en chef d'une étoile à quatre rais d'argent et en pointe d'une goutte du même, à la champagne ondée d'or chargée d'une anille d'azur, à la bordure engrelée cousue de gueules, le tout sommé d'un comble de sable chargé de trois pals d'or. |
| Blason de Subligny | Détails | Adopté en 2003. |